# Mágneskapcsoló
Villamos fogyasztók ki- és bekapcsolására szolgáló szerkezet. A kapcsolást elektromágnes által mozgatott érintkezőpárok hozzák létre. A mágneskapcsoló vezérlését általában nyomógombok segítségével végezzük, melyek villamos feszültséget adnak -vagy vesznek el- az elektromágnes tekercséről. Segédérintkezők beiktatásával a mágneskapcsoló öntartóvá tehető (a "be" nyomógomb elengedése után is a főérintkezők összekapcsolódva maradnak). Használatos név még Jelfogó vagy Relé.

## Működése
A mágneskapcsoló fő alkatrészei, felépítése:
- tekercs,
- vastest,
- és az érintkezők.
A mágneskapcsoló legfontosabb egysége a működtető tekercs. 
Ez a tekercs egy vastestre van
felcsévélve. Felépítése és működése nagyon hasonló a transzformátoréhoz. 
Ha erre a tekercsre feszültséget kapcsolunk, akkor a mozgó töltések hatására a tekercs körül mágneses mező
keletkezik, ami behúzatja az érintkezőket. 
A tekercs két végpontját A1-el és A2-vel szokták
jelölni, az érintkezőket pedig alapállapotuk szerint: 
NO (Normally Open - alapesetben nyitott érintkezők) vagy 
NC (Normally Closed - alapesetben zárt érintkezők).

## Alkalmazásai
Alkalmazhatóak csúszógyűrűs motorok indítására, forgás közbeni kikapcsolásra, kalickás
forgórészű aszinkron motorok indítása, forgás közbeni kikapcsolására, ellenáramú fékezésre,
irányváltásra, léptetésre. Izzólámpák, transzformátorok, kondenzátortelepek kapcsolására.

## Kiegészítő elemei
Kiegészítő elemei a homlokfelületre pattintható, a felső oldalon a tekercskivezetésekre
csatlakoztatható és az oldalfelületekhez illeszthető egység.
A homlokfelületre pattintható:
- kettő- vagy négy érintkezős segédérintkező-egység,
- behúzás-vagy elengedés késleltetésű pneumatikus időzítő egység,
- elektromechanikus reteszelő (öntartó) egység,
- csillag-háromszög átkapcsolást időzítő egység.
A felső oldalon a tekercskivezetésekre csatlakoztatható:
- interface (csatoló) egység,
- kis jelszint kapcsolására alkalmas egység,
- meghúzáskésleltetésű időrelé,
- túlfeszültségvédő vagy zavarszűrő egység.
Az oldalfelületekhez illeszthető:
- kétérintkezős segédérintkező-egység,
- két mágneskapcsoló egyidejű működését egymáshoz mechanikusan reteszelő elem
- hőrelé.

## Mikrokapcsolók
A mikrokapcsolók úgy vannak kialakítva, hogy külső erő hatására átbillennek, majd
annak megszűnésekor alaphelyzetükbe térnek vissza. A háromágú szigonyrugó két
meghajlított szélső ága feszítő erőt gyakorol a belső szabad ágra. A mikrokapcsoló
működtetésekor a szabad ágra egy nyomócsap közvetítésével kell erőt kifejteni. A
megfeszített ágak támadáspontja alá vagy fölé került szabad ág határozza meg, ugyanis a
szigonyrugó végén lévő mozgó érintkezők helyzetét.
A kis méretek és az ékcsapágyazás következtében csekély (néhány tized mm) elmozdulással is létrehozható az átkapcsolás.
Figyelembe véve a mikrokapcsolók 1...5 ms kapcsolási és 1...2 ms pattogási (prellezési) idejét,
a hibás kapcsolások biztos elkerülése érdekében, másodpercenként legfeljebb 50 kapcsolás
engedhető meg.

## Relék, kioldók
A relés védelmek és automatikák a villamos energiatermelés, elosztás és felhasználás
biztonsági berendezései. Ezek elemei a relék és kioldók, amelyeket különálló készülékként,
valamint egy másik kapcsolókészülék cserélhető szerkezeti egységeként vagy annak beépített 
elemeként, továbbá kiegészítő védelmi készülékként alkalmaznak.
A relék és kioldók feladata,
hogy meghatározott jellemzőket ellenőrizve, azok megváltozása által érzékeljék a villamos
berendezések üzemében bekövetkezett rendellenességet, és az érzékelt jellemző(k)
megváltozásának mértékétől függően jelzést adjanak vagy beavatkozzanak a villamos
berendezés működésébe.
A relék érzékelő képessége azt jelenti, hogy bemenetükön folyamatosan változó (legtöbbször
villamos) jelet ellenőrizve, egy meghatározott (beállítási) érték elérése esetén működésbe
lépnek (megszólalnak). Általuk tehát nem állapítható meg az ellenőrzött mennyiség
mindenkori értéke, csupán az, hogy a beállítási értékhez képest az kisebb, vagy nagyobb-e. 
Vezérlési képességük a megszólalásukkal együtt járó kimeneti funkció, amely pillanatszerű
változást eredményez. 
A relé megszólalásakor érintkezőt működtetve közvetetten vezérel
(villamos kimenete van). A relék akkor szólalnak meg, ha az általuk érzékelt mennyiség
(áram, feszültség, hőmérséklet stb.) egy adott értéket elér. 
A reléknek a kimenete is villamos,
mert érintkezőket zárnak vagy nyitnak. Az ellenőrzött jel érzékelése lehet közvetlen vagy
közvetett, eszerint primer és szekunder reléket különböztethetünk meg. Ezek a hálózatban
folyó vagy azzal arányos áram beállított értéke esetén szólalnak meg, relék esetében közvetve
(egy kioldó által) nyitják. Indító- és mérőreléként egyaránt használnak az áram-, feszültség-,
teljesítmény-, impedancia- és frekvenciareléket.
A pontossági osztályuknak megfelelő hibahatárt általában 1, 2, 5 és 10 % értékben adják
meg.
A relék két típusa az időrelék és a szilárdtest relék.
A szilárdtestrelék semmiféle mozgó
elemet nem tartalmaznak: félvezetős technológiával működnek, ezért gyorsabbak, nem
prelleznek, hosszabb élettartamúak, de az impulzus jellegű túlterhelést nem bírják. Az üzemi
hőmérsékletükre figyelni kell.
A multifunkciós időrelék kismegszakító méretűek, univerzális tápfeszültség tartományai 24-230V AC és 24-48V DC, egy váltóérintkezős, relés kimenettel, valamint LED-es működés visszajelzővel rendelkeznek, többféle időzítési funkcióra alkalmasak, pl. a Finder 80-as
sorozat.

## Gyártók
- http://www.ganzkk.hu/
- Schneider Electric
- Siemens